# Padornelo (Portugal)
Padornelo ist eine Gemeinde (Freguesia) im nordportugiesischen Kreis Paredes de Coura. In ihr leben 412 Einwohner (Stand 19. April 2021).